# Nuza
Nuza (georgisch: ნუცა, Nuza; russisch: Нуца, Nuza) ist ein sowjetischer Spielfilm, der in Georgien unter der Regie von Alexander Rechwijaschwili im Jahr 1971 nach der Erzählung Die Stammlose von Micheil Dschawachischwili gedreht wurde.

## Handlung
September – Muza ist eine jugendliche Waise, die bei einer nicht besonders reichen Fürstin aufwächst. Als die verstirbt, lösen der Erbe, ein Diener und Muza deren Haushalt auf, indem sie fast alles verbrennen. Der Geistliche, der die Beerdigung begleitete, wird vom Erben beauftragt, das Haus zu verkaufen. Auch der Verbleib des Mädchens ist schon geklärt: Es soll mit dem Brunnenbauer Simon verheiratet werden, was schon vor längerer Zeit vereinbart wurde. Nachdem das Grundstück verschlossen wurde, gehen alle Beteiligten ihrer Wege und Nuza verschwindet im Wald, da sie keine Bleibe hat. Das beobachtet der Erbe, rennt ihr hinterher und vergewaltigt sie.
Oktober – Nuza wird mit Simon verheiratet und zieht zu ihm auf den Hof, wo er mit seiner Mutter wohnt. Diese unterzieht Nuza einer erniedrigenden Prozedur, um festzustellen, ob sie schwanger ist.
November – Simon wird von einem Freund beobachtet, wie er am Fluss sein Hemd wäscht und deshalb von ihm ausgelacht, weil er ja eine Frau hat, deren Aufgabe das eigentlich wäre. Daraufhin prügeln sich die beiden. Wieder zu Hause angekommen, wird Nuza dafür von dem immer noch wütenden Simon geschlagen, obwohl sie auch arbeitet und nicht herumsitzt.
März – Nuza geht in den Wald, um die giftigen Beeren eines Strauchs zu essen.

## Produktion und Veröffentlichung
Der Schwarzweißfilm hatte 1972 in Moskau Premiere, nachdem er bereits 1971 in Tiflis gezeigt wurde. Wie alle georgischen Filme wurde Nuza in georgischer Sprache gedreht und dann für die anderen Sowjetrepubliken Russisch synchronisiert.
Daten für die deutschen Erstaufführungen waren nicht in Erfahrung zu bringen.